# U Ориона
```

```

U Ориона (U Orionis, U Ori) — переменная звезда типа Миры в созвездии Ориона. Является классической долгопериодической переменной звездой.
Наблюдения U Ориона проводятся в Великобритании более 120 лет. Звезда была открыта 13 декабря 1885 г. Дж. Е. Гоуром (англ. J.E. Gore) и, как поначалу считалось, являлась новой звездой на
ранней стадии снижения блеска (в списках SIMBAD до сих пор обозначается как Gore’s Nova и NOVA Ori 1885), но спектр, полученный в Гарварде, показал особенности, характерные для Миры. Таким образом, U Ориона стала первой долгопериодической переменной, идентифицированной по фотографии спектра.

## Параметры звезды
U Ориона обладает низкой эффективной температурой (примерно 2700 K), но очень большим радиусом (около 370 радиусов Солнца) и светимостью, превышающей солнечную в 7000 раз . Если заменить наше Солнце на U Ориона, то её радиус простирался бы за пределы орбиты Марса (примерно 1.7 а.е.); для того, чтобы на планете, обращающейся вокруг подобной звезды, могла существовать вода в жидком состоянии, а температура была пригодной для жизни, планету пришлось бы поместить на расстояние 85 а.е., в пределы пояса Койпера.

## Указание на наличие планетной системы
Согласно работе Г. М. Рудницкого, наблюдается периодичность от 12 до 15 лет. Автор полагает, что подобная периодичность может совпадать с периодом обращения вокруг
звезды невидимого компонента, вероятно планетарного. Однако надежного свидетельства наличия планеты получено не было.